# Дипломатка
«Дипломатка» (англ. The Diplomat) — американський телесеріал в жанрі політичного трилеру, створений Деборою Кан. Прем'єра відбулася на Netflix 20 квітня 2023 року. У травні 2023 року серіал продовжили на другий сезон.
Шоу не пов'язане з однойменним британським серіалом.

## Сюжет
У центрі серіалу — Кейт Вайлер, нова амбасадорка Сполучених Штатів у Великій Британії, яка має врегулювати міжнародну кризу, створити стратегічні альянси в Лондоні та пристосуватися до свого нового важливого місця роботи, а також намагається владнати стосунки з чоловіком — кар'єрним дипломатом Гелом Вайлером. Кейт розуміє, що вона не має достатньої кваліфікації для нової посади. Тепер під загрозою як її шлюб, так і кар'єра.

## Актори

### Основний склад
- Кері Рассел у ролі Кейт Вайлер, новопризначеної амбасадорки США у Великій Британії
- Руфус Сьюелл — Гел Вайлер, чоловік Кейт та колишній посол, який бореться з відсутністю посади
- Девід Гіасі — Остін Деннісон, міністр закордонних справ Великої Британії
- Алі Ан — Ейдра Парк, начальниця відділу ЦРУ
- Рорі Кіннер — Ніколь Троубрідж, прем'єр-міністр Великої Британії
- Ато Ессандох — Стюарт Хейфорд, заступник голови місії посольства США в Лондоні

### Другорядні ролі
- Селія Імрі в ролі Маргарет Ройлін
- Мігель Сандовал — Мігель Ганон, державний секретар Сполучених Штатів
- Нана Менса — Біллі Аппіа, глава апарату Білого дому
- Джон Шваб — Роджер Пост
- Майкл МакКін — Вільям Рейберн, президент Сполучених Штатів
- Т'Нія Міллер — Сесілія Деннісон

### Додаткові
- Перл Макі в ролі Алісс
- Пенні Дауні в ролі Френсіс Маннінг
- Крістін Кавана в ролі Гвен Хемпілл
- Біджан Данешманд — Расул Шахін[3]
- Джесс Чанліо в ролі Ронні
- Бхав Джоші — Ану
- Анна Франколіні в ролі Піппи
- Адам Сільвер у ролі Говарда
- Джорджі Хенлі в ролі Пенсі
- Джої Іден у ролі Дена
- Реза Діако в ролі Басіра
- Дана Хакджу — Фарід Намазі
- Річард Діллейн — Том Ліббі
- Руперт Вансіттарт — Хуп
- Девід Барк-Джонс у ролі Кемпер-Вайта

### Український дубляж
Режисер – Наталія Надірадзе, перекладач – Ілона Штундер, спеціаліст зі зведення звуку – Олександр Виховський, менеджер – Валерія Антонова.
Студія – Так Треба Продакшн.
- Кейт – Юлія Перенчук,
- Ейдра – Юлія Шаповал,
- Остін – Олександр Шевчук,
- Стюарт – Євген Лісничий,
- Гел – Володимир Терещук,
- Мег – Наталія Надірадзе,
- Нікол – Лесь Гімбаржевський,
- Грейс – Наталія Задніпровська.

А також: Анна Артем’єва, Катерина Буцька, Юрій Гребельник, Ірина Дорошенко, Сергій Ладєсов, Тамара Морозова, Владислав Пупков, Кирило Татарченко, Дмитро Терещук, Людмила Чиншева, Тетяна Руда, Олена Бліннікова, Сергій Гутько, Ігор Журбенко, Лідія Муращенко, Євген Пашин, Анна Сєдова, Ростислав Фоменко, Ярослав Чорненький, Олег Грищенко, Ольга Гриськова та інші.

## Виробництво
У січні 2022 року було оголошено, що Netflix замовив серіал «Дипломатка» у Дебори Кан. У лютому того ж року було оголошено, що Кері Рассел зніметься в серіалі. У березні було оголошено, що до акторського складу приєдналися Алі Ан і Руфус Сьюелл. У квітні 2022 року до акторського складу приєдналися Девід Гіасі, Ато Ессандох, Рорі Кіннір, Мігель Сандовал, Нана Менса, Майкл МакКін, Селія Імрі та Пенні Дауні. Серіал вийшов 20 квітня 2023 року
Зйомки проходили в різних місцях Великобританії. У Лондоні продюсери отримали дозвіл на зйомки в американському посольстві в Найн-Елмс та Міністерстві закордонних справ у Вестмінстері, включаючи Durbar Court й офіс міністра закордонних справ. За межами Лондона Wrotham Park у Хартфордширі використовувався як Winfield House, резиденція посла США у Сполученому Королівстві, а Ditchley Park, Оксфордшир, використовувався як заміська резиденція Чівнінга міністра закордонних справ у Кенті. Зйомки також проходили в Старому королівському військово-морському коледжі, Гринвічі, аеропорті Котсуолд, графстві Глостершир, та Луврі в Парижі.
1 травня 2023 року Netflix продовжив серіал на другий сезон.

### Конфлікт щодо назви
Повідомляється, що вибір назви викликав розчарування серед британських продюсерів серіалу, який знімався в Барселоні, також під назвою «Дипломатка», який було анонсовано на початку 2020 року та почав транслюватися у Великобританії за два місяці до серіалу Netflix. Жодна сторона не виявила бажання змінити назву, щоб уникнути плутанини.

## Критика
Агрегатор рецензій Rotten Tomatoes повідомив, що рейтинг схвалення серіалу становить 88 % із середнім рейтингом 7,7/10 на основі 41 рецензії критиків. Консенсус критиків веб-сайту звучить так: «Безладна гра Кері Расселл досягає найкращих можливих умов для „Дипломатки“, мильного погляду на державне управління, якому вдається зробити геополітичні кризи надзвичайно розважальними розвагами». Metacritic, який використовує середньозважену оцінку, присвоїв оцінку 75 зі 100 на основі 20 критиків, що означає «загалом схвальні відгуки».
У статті The Guardian Джуліан Боргер, редактор газети зі світових питань, писав, що «є чимало причин для недовіри» тому, що «Netflix [дозволив] собі багато свободи, аби „Дипломатка“ став трилером». Однак, «не зважаючи на всю драматизацію сюжету та персонажів», продюсери «подбали про те, щоб хоча б деякі деталі були цілковито правильними». Він стверджував, що «більшість нинішніх та колишніх дипломатів були готові не помічати неточностей» й були вдячні за те, що дипломатії «дали свій момент під прожекторами». Тим не менш, Боргер зазначив, що дехто вважав, що серіал був «втраченою можливістю», який «продовжує давню традицію шоу, які акцентують увагу на зовнішній політиці в назві, а потім повністю перетворюються у щось, що не має нічого або мало спільного зі справжньою дипломатією».
The Evening Standard описав першу серію як «цікавий погляд на освячену часом політичну драму», яка «не досягає висот Західного крила». «Радіо Таймс» було більш критичним, назвавши серіал «спрощеною, м'якою та легко засвоюваною політичною драмою», яка «не особливо захоплююча чи складна, і… ніколи не відчуває особливо високих ставок».
Тим часом Financial Times поскаржилася, що серіал «нехтує можливістю забезпечити виважений погляд на міжнародні відносини на користь неймовірно-надуманої сюжетної лінії» та що йому «не вистачає делікатності та нюансів». Газета описала його як «настільки перебільшений, що мало що говорить про справжнє управління державою, й настільки сухий та наполегливо балакучий, що йому важко розважити».